# Манюшис, Юозас
Ио́сиф (Юо́зас) Анто́нович Маню́шис (лит. Juozas Maniušis; 12 [25] декабря 1910, Мальковка, Мстиславский уезд, Могилёвская губерния, Российская империя — 17 марта 1987, Вильнюс, Литовская ССР) — литовский советский государственный и партийный деятель, председатель Совета Министров Литовской ССР (1967—1981).

## Биография
Родился в семье выходцев из Литвы. Родился 12 (25) декабря 1910 года в деревне Мальковка Мстиславского уезда Могилёвской губернии.
В 1927—1931 годах учился в Минском педагогическом техникуме. В 1938 году окончил Ленинградский автодорожный институт имени В. В. Куйбышева. В 1938‒1941 годах на инженерных должностях в Киеве, Бердичеве, Ленинграде. В 1941‒1944 годах — в Советской Армии, участник Великой Отечественной войны. Участник обороны Ленинграда (июль 1941 — ноябрь 1942 г.), ветеран «Дороги жизни».
В 1944‒1947 годах — председатель горплана и заместитель председателя Вильнюсского горисполкома. В 1947‒1950 годах — председатель Каунасского горисполкома.
В 1950‒1954 годах министр строительства, в 1954‒1955 годах — министр городского и сельского строительства Литовской ССР. В 1955‒1967 годах — секретарь ЦК КП Литвы по промышленности.
С 14 апреля 1967 года по 16 января 1981 года — председатель Совета Министров Литовской ССР.
В 1981—1985 годах — директор Института экономики Академии наук Литовской ССР, доктор экономических наук (1970).
Кандидат в члены ЦК КПСС (1971—1981), депутат Верховного Совета СССР 6‒10-го созывов.
Умер в Вильнюсе 17 марта 1987 года. Похоронен на Антакальнисском кладбище.

## Награды
- 2 ордена Ленина,
- орден Октябрьской Революции,
- орден Отечественной Войны II степени,
- 3 ордена Трудового Красного Знамени,
- орден «Знак Почёта»,

15 медалей, в том числе:
- «За оборону Ленинграда»,
- «За победу над Германией в Великой Отечественной войне 1941 — 1945 гг.»,
- «За доблестный труд в Великой Отечественной войне 1941—1945 гг.»,
- «Двадцать лет победы в Великой Отечественной войне 1941—1945 гг.»,
- «Тридцать лет победы в Великой Отечественной войне 1941—1945 гг.»,
- «Сорок лет Победы в Великой Отечественной войне 1941—1945 гг.».

## Сочинения
- Tarybų Lietuva socialinio-ekonominio vystymosi keliu, Vilnius, 1982
- Tarybų Lietuva: laimejimai ir perspektyvos, Vilnius, 1977
- Tarybų Lietuva devintajame penkmetyje, Vilnius, 1972
- Kai kurie projektavimo ir statybos Tarybų Lietuvoje klausimai, Vilnius, 1958
- Советская Литва по пути социально-экономического развития, Вильнюс, 1980
- Жизнь в труде, Вильнюс, 1979
- Советская Литва: достижения и перспективы, Вильнюс 1976
- Научно-технический прогресс в строительстве, Вильнюс, 1974
- Технический прогресс и развитие индустриальной базы строительства в республиках Прибалтики, М., 1969
- Развитие строительства и его материально-технической базы в Литовской ССР, Вильнюс, 1963
- Промышленность Советской Литвы на пути технического прогресса, Вильнюс, 1960.